# Danyna
Danyna (ukr. Данина) – wieś na Ukrainie, w obwodzie czernihowskim, w rejonie niżyńskim, w hromadzie Łosyniwka. W 2001 liczyła 1022 mieszkańców.